# Geely Xingyue
La Geely Xingyue (scritto anche Xing Yue) è un'autovettura prodotto dalla casa automobilistica cinese Geely dal 2019.
In Russia viene venduta come Geely Tugella. Dal 2021 in occasione di un piccolo restyling cambia nome in Xingyue S.

## Descrizione
La vettura si basa sulla piattaforma modulare CMA sviluppata da Volvo e utilizzata anche dalla Volvo XC40 e Polestar 2. Il veicolo, che durante le fasi di sviluppo è stato denominato "FY11", è stato annunciato a gennaio 2019, con introduzione sul mercato cinese avvenuta a maggio.
La vettura è spinta da un motore a tre cilindri turbo a benzina da 1,5 litri, che produce 130 kW e 255 Nm di coppia e un motore turbo a quattro cilindri da 2,0 litri che produce 175 kW e 350 Nm di coppia. La trasmissione è del tipo automatica a doppia frizione a 7 marce sui modelli 1,5, mentre sul 2,0 viene adottato un Aisin a 8 velocità.
Di serie la vettura è dotata di trazione anteriore, ma la versione da 175 kW (238 CV) è l'unica variante disponibile anche con trazione integrale. Il modello entry-level dotato di un motore a benzina da 1,5 litri, è disponibile anche con un sistema ibrido leggero a 48 volt oppure come ibrido plug-in con una batteria agli ioni di litio da 11,3 kWh o 15,2 kWh con autonomia in modalità elettrica rispettivamente di 56 km o 80 km.